# Hyles vitis
Hyles vitis är en fjärilsart som beskrevs av Houttuyn. 1767. Hyles vitis ingår i släktet Hyles och familjen svärmare. Inga underarter finns listade i Catalogue of Life.